# Ammoniumfosfaat
Ammoniumfosfaat is een ammoniumzout van fosforzuur, met als brutoformule (NH4)3PO4. De stof komt voor als een wit kristallijn poeder, dat zeer goed oplosbaar is in water. In vaste toestand is de verbinding onstabiel en ontleedt de verbinding in ammoniak en fosforzuur.

## Synthese
Ammoniumfosfaat kan eenvoudig bereid worden door ammoniakgas te leiden door een geconcentreerde fosforzuur-oplossing:
{\displaystyle {\ce {3NH3 + H3PO4 -> (NH4)3PO4}}}

## Toepassingen
Ammoniumfosfaat wordt als component in een aantal kunstmeststoffen (die ook kaliumdiwaterstoffosfaat en ureum bevatten) gebruikt, als bron van elementair stikstof. Verder is de polymere vorm van ammoniumfosfaat (polyammoniumfosfaat) een veelgebruikte vlamvertrager. Ammoniumfosfaat wordt daarom ook als blusmiddel in brandblusapparaten gebruikt.